# Xenocrasis badenii
Xenocrasis badenii là một loài bọ cánh cứng trong họ Cerambycidae.